# تايلر شيلدز
تايلر شيلدز (بالإنجليزية: Tyler Shields)‏ هو مصور أمريكي، ولد في 29 أبريل 1982 في جاكسونفيل في الولايات المتحدة.

## وصلات خارجية
- الموقع الرسمي
- تايلر شيلدز على موقع IMDb (الإنجليزية)
- تايلر شيلدز على موقع ميوزك برينز (الإنجليزية)
- تايلر شيلدز على موقع إن إن دي بي (الإنجليزية)
- تايلر شيلدز على موقع ديسكوغز (الإنجليزية)
- تايلر شيلدز على موقع قاعدة بيانات الفيلم (الإنجليزية)